# Савченко Костянтин Костянтинович
Савченко Костянтин Костянтинович (1 квітня 1946 року, смт Сокиряни Чернівецька область — 29 квітня 2020) — громадсько-політичний діяч, публіцист, редактор, член Національної спілки журналістів України (НСЖУ).

## Біографія
Костянтин Савченко народився 1 квітня 1946 року в смт Сокиряни, нині місто, райцентр Чернівецької області Україна. У 1980 р. закінчив Вищу партійну школу при ЦК Компартії України. Працював робітником, коректором газети «Дністрові зорі» Сокиряни, лінотипістом, директором районної друкарні, кореспондентом-організатором районного радіо у Сокирянах, відповідальним секретарем, редактором районної газети «Дністрові зорі». Обирався заступником голови Сокирянської районної ради. Нині редагує міську газету «Сокиряни — сім днів».

## Творчі набутки
Костянтин Савченко — автор ряду публікацій у журналі «Поліграфія», історико-краєзнавчих есе, дослідження «Етапи нашого становлення» — з історії Сокирянської районної газети «Дністрові зорі», про подружжя Івана Серебрянського та Лариси Мафтуляк — активних членів української діаспори на Сахаліні…

## Нагороди, відзнаки
- Грамота Президії Верховної Ради Української РСР (1990).
- Член НСЖУ.
- Депутат Сокирянської районної ради.